# Felsőnádasd
Felsőnádasd (románul: Nădăștia de Sus) falu Romániában, Erdélyben, Hunyad megyében.

## Fekvése
Vajdahunyadtól délkeletre, Pusztakalántól délnyugatra, a hegyek között fekszik.

## Népessége
- 1785-ben 579 lakosa volt, ugyanakkor a vármegye 121, az ortodox főesperesség 140 ortodox családfőt számolt össze benne. 1790-ben 21 görögkatolikus is lakta.[2]
- 1910-ben 747 román nemzetiségű lakosából 746 volt ortodox vallású.
- 2002-ben 339 lakosából 326 volt román, 11 cigány és két magyar nemzetiségű; 335 ortodox vallású.

## Története
Először 1447-ben említették, Felsew Nadasd néven. A dévai, majd a vajdahunyadi várhoz tartozó román falu volt Hunyad vármegyében.

## Híres emberek
- Itt született 1906-ban Romulus Zăroni, 1945 és 48 között a Groza-kormány földművelésügyi minisztere.